# Der ultimative Boeing-747-Schachzug
Der ultimative Boeing-747-Schachzug ist ein Gegenargument zu modernen Versionen des Gestaltungsarguments für die Existenz Gottes. Die Idee wurde von Richard Dawkins im 4. Kapitel, „Warum es mit ziemlicher Sicherheit keinen Gott gibt“, seines 2006 erschienenen Buches Der Gotteswahn vorgestellt.
Das Argument basiert auf der Vorstellung eines Tornados, der durch einen Schrottplatz fegt und somit zufällig eine Boeing 747 zusammenbaut. Dieses Beispiel wird oftmals genutzt um die Evolution durch natürliche Selektion unwahrscheinlich erscheinen zu lassen. Stattdessen soll ein Schöpfer die Komplexität des Lebens auf der Erde erklären. Laut Dawkins sei dies jedoch widersprüchlich, da dies die Entstehung Gottes unbeantwortet lasse. Verstünde man die Existenz komplexen Lebens als equivalent zu einer zufällig entstandenen Boeing 747, so sei die Existenz eines hochkomplexen und damit unwahrscheinlichen Gottes die „ultimative Boeing 747“, die zu erklären nur schwer möglich wäre.

## Kontext und Geschichte
Richard Dawkins beginnt Der Gotteswahn mit einer Erklärung, dass der über die abrahamitische Vorstellung eines persönlichen Gottes schreibt. Die Frage nach der Existenz eines solchen Gottes sieht er als wissenschaftlich an, da ein Universum mit einem solchen Gott sich signifikant von einem Universum ohne ihn unterscheiden würde. Dieser Unterschied sei empirisch zu untersuchen. Daher könnte man die sog. Gotteshypothese wie jede andere wissenschaftliche Hypothese untersuchen.
Nachdem er in Kapitel 3 die gängigsten Argumente für Gott untersucht, zieht Dawkins die Schlussfolgerung, dass das Gestaltungsargument das überzeugendste sei. Immerhin müsse die Unwahrscheinlichkeit der Entstehung des Lebens und eines Universums, das Leben beherbergen kann, erklärt werden. Nichtsdestotrotz sieht Dawkins die Evolution durch natürliche Selektion als besseren Erklärungsansatz an als die Gotteshypothese. Als Teil seines Vorhabens Intelligent Design zu widerlegen, wendet er das Argument von nichtreduzierbarer Komplexität auf Gott an. Aufgrund seiner Komplexität müsse auch dieser gestaltet worden sein. Danach argumentiert er für die Unwahrscheinlichkeit der Existenz Gottes.
Dawkins Bezeichnung für seine statistische Demonstration, dass Gott mit ziemlicher Sicherheit nicht existiere, ist „Der ultimative Boeing 747 Schachzug“. Dies ist eine Anspielung auf die Äußerung des Astrophysikers und Atheisten Fred Hoyle, der gesagt haben soll, dass die Wahrscheinlichkeit für die Entstehung des Lebens auf der Erde nicht größer sei als die, dass ein Sturm, der durch einen Schrottplatz fegt, durch etwas Glück eine Boeing 747 zusammenbaue.
Argumente gegen empirisch begründeten Theismus reichen mindestens bis ins 18. Jahrhundert zurück, als der Philosoph David Hume anmerkte, dass auch ein Schöpfer geschaffen werden müsse. Daniel Dennet, der – ebenso wie Dawkins – zur neuatheistischen Bright-Bewegung gehört, merkt an, dass Dawkins Argument in zweierlei Hinsicht innovativ sei: Es zeige, dass Evolution durch natürliche Selektion dort als einzig möglicher Erklärungsansatz funktioniere, wo das Gestaltungsargument versage. Weiterhin würde es die Verwirrung über die Anwendung des anthropischen Prinzips erklären.

## Dawkins Aussage
Dawkins fasst seine Argumentation wie folgt zusammen; Die Begriffe „Kran-Konstruktion“ und „Himmelshaken“ sind Verweise auf Dennets Buch Darwin's Dangerous Idea.
1. Eine der größten Herausforderungen für den menschlichen Geist war über viele Jahrhunderte hinweg die Frage, wie im Universum der komplexe, unwahrscheinliche Anschein und gezielter Gestaltung entstehen konnte.
2. Es ist eine natürliche Versuchung, den Anschein von Gestaltung auf tatsächliche Gestaltung zurückzuführen. Bei Produkten der Menschen, beispielsweise einer Uhr, war der Gestalter tatsächlich ein intelligenter Ingenieur. Man ist leicht versucht, die gleiche Logik auch auf ein Auge oder einen Flügel, eine Spinne oder einen Menschen anzuwenden.
3. Diese Versuchung führt in die Irre, denn die Gestalterhypothese wirft sofort die umfassendere Frage auf, wer den Gestalter gestaltet hat. Das Problem, von dem wir ausgegangen waren, betraf die Erklärung der statistischen Unwahrscheinlichkeit. Zu diesem Zweck etwas noch Unwahrscheinlicheres zu postulieren ist offenkundig keine Lösung. Wir brauchen keinen „Himmelshaken“, sondern eine „Kran-Konstruktion“, denn nur der Kran kann die Aufgabe erfüllen, von etwas Einfachem auszugehen und dann allmählich und auf plausible Weise eine ansonsten unwahrscheinliche Komplexität aufzubauen.
4. Der genialste und leistungsfähigste „Kran“, den man bisher entdeckt hat, ist die darwinistische Evolution durch natürliche Selektion. Darwin und seine Nachfolger haben uns gezeigt, wie Lebewesen mit ihrer ungeheuren statistischen Unwahrscheinlichkeit und ihrer scheinbaren Gestaltung sich langsam und allmählich aus einfachen Anfängen heraus entwickelt haben. Heute können wir mit Sicherheit sagen, dass die Illusion der gezielten Gestaltung von Lebewesen genau das ist: eine Illusion.
5. Einen entsprechenden „Kran“ für die Physik kennen wir nicht. Im Prinzip könnte eine Art Multiversumtheorie in der Physik die gleiche Erklärungsarbeit leisten wie der Darwinismus in der Biologie. Auf den ersten Blick ist eine solche Erklärung weniger befriedigend als die biologische Version des Darwinismus, weil sie größere Anforderungen an den Zufall stellt. Aber wegen des anthropischen Prinzips dürfen wir viel mehr Zufall postulieren, als es unserer begrenzten menschlichen Intuition angenehm erscheint.
6. Wir sollten die Hoffnung nicht aufgeben, dass auch in der Physik noch ein besserer „Kran“ gefunden wird, der ebenso leistungsfähig ist wie der Darwinismus in der Biologie. Indes, selbst wenn ein völlig befriedigender, dem biologischen ebenbürtiger „Kran“ noch fehlt, sind die relativ schwachen heutigen Kräne der Physik in Verbindung mit dem anthropischen Prinzip ganz offenkundig besser als die Himmelshaken-Hypothese von einem intelligenten Gestalter, die ich selbst widerlegt habe.

Eine Grundaussage des Arguments ist, dass die Erklärung des Lebens durch Evolution anstatt von intelligenter Gestaltung simpler ist, da man weniger postulieren muss. Nach dem Sparsamkeitsprinzip wäre sie daher eine bessere Erklärung. Dawkins zitiert einen Absatz von Richard Swinburne, in dem dieser zustimmt, dass simple Erklärungen besser seien und Gott eine besonders einfache Erklärung sei, da man lediglich eine Ursache (Gott) postulieren müsse, um alles andere zu begründen. Diese Ursache sei allmächtig, allwissend und komplett „frei“. Dawkins argumentiert, dass ein Subjekt mit der Fähigkeit jeden Partikel im Universum zu kontrollieren und gleichzeitig Gedanken zu lesen und Gebete zu beantworten, keinesfalls simpel sein könne, sondern eine besonders weitreichende Erklärung benötige. Die Evolutionstheorie sei wesentlich simpler als eine Theorie, die solch ein komplexes Wesen postuliere, und daher zu bevorzugen.

## Beurteilung und Kritik
Theistische Autoren haben dieser Argumentation stark widersprochen. Besonders hervorzuheben sind der Theologe Alister McGrath (in The Dawkins Delusion?) sowie die Philosophen Alvin Plantinga und Richard Swinburne. Eine andere negative Rezension des Biologen H. Allen Orr löste eine hitzige Debatte aus, die beispielsweise den Mathematiker Norman Levitt dazu veranlasse zu fragen, warum Theologen das exklusive Recht hätten, sich darüber zu äußern, wer oder was das Universum „bestimme“. Dies führte unter anderem zu einem Austausch von offenen Briefen zwischen Daniel Dennett und Orr. Der Philosoph Sir Anthony Kenny und der Physiker Stephen Barr gelten ebenso als Kritiker des Argumentes.

### Einfachheit Gottes und materialistische Annahmen
Sowohl Alvin Plantinga als auch Richard Swinbourne argumentieren, dass Gott nicht komplex sei. Swinbourne nennt zwei Gründe, warum ein Gott, der jeden Partikel des Universums kontrolliert, simpel sein kann: Eine Person sei nicht dasselbe wie ihr hochkomplexes Gehirn, sondern wesentlich simpler. Zweitens, sei Einfachheit ein intrinsisches Merkmal der Hypothese und stehe damit nicht in Zusammenhang zu den empirischen Konsequenzen. Plantinga argumentiert, dass – gemäß klassischer Theologie – Gott schlichtweg nicht komplex sei. Nach Dawkins eigener Definition vom Komplexität (etwas dessen Teile so kombiniert sind, dass sie unwahrscheinlich durch den Zufall entstanden sind) sei Gott nicht komplex, da der nicht materiell sei und somit keine Teile habe. Weiterhin setze Dawkins Argument die Prämisse voraus, dass der Materialismus wahr sei, womit die Prämisse bereits die Nichtexistenz Gottes voraussetze (Zirkelbeweis).
Andere Philosophen, beispielsweise Stephen Law und Richard Carrier, stimmen Dawkins Annahme, Gott müsse kompliziert sein, zu. Ebenso wurden Konzepte wie die Kolmogorow-Komplexität genutzt, um zu argumentieren, dass Gott komplex ist bzw. komplex sein müsse.

### Notwendigkeit externer Erklärungen
Dieses Ansatz wurde auf vielerlei Weise formuliert. So behauptet William F. Vallicella beispielsweise, dass organisierte Komplexität an sich keiner Erklärung bedarf, da eine ultimative Erklärung auf ein Objekt hinauslaufe, für dessen Komplexität es keine externe Erklärung gibt. Dawkins selbst argumentiert, dass wir wie in der Biologie auf der Suche nach einem Anfang nach simplen Erklärungen Ausschau halten sollten. Um eine solche Erklärung akzeptieren zu können, müsse sie in der Lage sein, Komplexität aus Einfachheit zu schaffen. Plantinga vertritt die Position, dass – wenn man nicht nach einer ultimativen Erklärung sucht – eine Art von Komplexität (die des Lebens) mit einer anderen Art von Komplexität (Gott) erklärt werden könnte. In einer Debatte mit John Lennox entgegnete Dawkins, dass Evolution eine solche Erklärung biete, während es die Existenz Gottes nicht tue.

### Dawkins Antwort auf die Kritik
Dawkins schreibt über seine Teilnahme an einer Konferenz der Templeton Foundation, im Rahmen derer er die anwesenden Theologen aufforderte, auf seine Behauptung, der Schöpfer eines Universums müsse selbst komplex und unwahrscheinlich sein, zu reagieren. Laut ihm sei die schlagkräftigste Antwort die Entgegnung gewesen, dass er die wissenschaftliche Erkenntnistheorie auf eine Frage anwende, die außerhalb des Bereiches der Wissenschaft läge. Wenn Theologen behaupten, Gott sei simpel, wer wäre Richard Dawkins zu behaupten, dass dem nicht so sei? Dawkins argumentiert, dass diese argumentative Taktik nicht auf bewusster Unehrlichkeit basiere, sondern vielmehr darauf, dass Theologen sich bewusst in eine erkenntnistheoretische „safe-zone“ begäben, in der sie von einer rationalen Argumentationsweise nicht mehr erreicht werden könnten.
Nach Dawkins verlangen Theologen eine erste Ursache und dass Gott diese sei. Dawkins argumentiert weiterhin, dass diese simpel sein müsste und dass Gott – so wie er derzeigt definiert wäre – keine angemessene Erklärung sei. Die Postulation eines Gottes verschiebe lediglich das Problem. Stattdessen benötige man eine Kran-Konstruktion.